# Prima Categoria Campania 1962-1963
Il campionato di calcio di Prima Categoria 1962-1963 è stato il V livello del campionato italiano. A carattere regionale, fu il quarto campionato dilettantistico con questo nome dopo la riforma voluta da Zauli del 1958.
Questi sono i gironi organizzati della regione Campania. Dalla stagione 1952-53 le squadre molisane erano aggregate al Comitato Regionale Campano.
Con la creazione del Comitato Provinciale di Campobasso (1952), le squadre molisane nuove affiliate si iscrivevano al campionato provinciale (dal 1959-60 = Terza Categoria) e agli altri campionati campani di Prima e Seconda Categoria.

## Campania

### Girone A

#### Squadre partecipanti
| Squadra              | Città (provincia)             | Stagione 1961-1962 |
| -------------------- | ----------------------------- | ------------------ |
| Pol. Acerrana        | Acerra (NA)                   |                    |
| S.P. Afragolese      | Afragola (NA)                 |                    |
| U.S. Arturo Lepori   | Casoria (NA)                  |                    |
| U.S. Arzanese        | Arzano (NA)                   |                    |
| U.S. Aversana        | Aversa (CE)                   |                    |
| U.S. Caivanese       | Caivano (NA)                  |                    |
| Pol. Capua           | Capua (CE)                    |                    |
| U.S. Flegrea         | Napoli                        |                    |
| U.S. Gladiator       | Santa Maria Capua Vetere (CE) |                    |
| Libertas Casalnuovo  | Casalnuovo di Napoli (NA)     |                    |
| S.S. Maddalonese     | Maddaloni (CE)                |                    |
| Pol. Ortese          | Orta di Atella (CE)           |                    |
| Secondigliano        | Napoli-Secondigliano          |                    |
| U.S. Sessana         | Sessa Aurunca (CE)            |                    |
| U.S. Virtus Frattese | Frattamaggiore (NA)           |                    |
| Real Bellona         | Bellona (CE)                  |                    |

#### Classifica finale
|  | Pos. | Squadra             | Pt | G  | V | N | P | GF | GS |
|  | ---- | ------------------- | -- | -- | - | - | - | -- | -- |
|  | 1.   | Virtus Frattese     | 56 | 30 |   |   |   |    |    |
|  | 2.   | Caivanese           | 42 | 30 |   |   |   |    |    |
|  | 3.   | Acerrana            | 39 | 30 |   |   |   |    |    |
|  | 4.   | Flegrea             | 37 | 30 |   |   |   |    |    |
|  | 5.   | Maddalonese         | 31 | 30 |   |   |   |    |    |
|  | 6.   | Aversana            | 30 | 30 |   |   |   |    |    |
|  | 7.   | Sessana             | 30 | 30 |   |   |   |    |    |
|  | 8.   | A. Lepori           | 30 | 30 |   |   |   |    |    |
|  | 9.   | Afragolese          | 27 | 30 |   |   |   |    |    |
|  | 10.  | Gladiator           | 27 | 30 |   |   |   |    |    |
|  | 11.  | Capua               | 27 | 30 |   |   |   |    |    |
|  | 12.  | Ortese              | 25 | 30 |   |   |   |    |    |
|  | 13.  | Arzanese            | 25 | 30 |   |   |   |    |    |
|  | 14.  | Secondigliano       | 24 | 30 |   |   |   |    |    |
|  | 15.  | Libertas Casalnuovo | 21 | 30 |   |   |   |    |    |
|  | 16.  | Real Bellona        | 9  | 30 |   |   |   |    |    |

Legenda:
      Ammessa alle finali regionali.
      Retrocessa in Seconda Categoria Campania 1963-1964.
Regolamento:
Due punti a vittoria, uno a pareggio, zero a sconfitta.

### Girone B

#### Squadre partecipanti
| Squadra                | Città (provincia)    | Stagione 1961-1962 |
| ---------------------- | -------------------- | ------------------ |
| U.S. Aenaria           | Lacco Ameno (NA)     |                    |
| A.S. Alba Pozzuoli     | Pozzuoli (NA)        |                    |
| A.C. Baiano            | Baiano (AV)          |                    |
| S.P. Barrese           | Napoli-Barra         |                    |
| Benevento F.C.         | Benevento            |                    |
| U.S. Ischia            | Ischia (NA)          |                    |
| A.S. Juventus Napoli   | Napoli               |                    |
| Juve Audax Cervinara   | Cervinara (AV)       |                    |
| F.B.C. Libertas Vomero | Napoli               |                    |
| A.S. Nola              | Nola (NA)            |                    |
| S.S. Portici           | Portici (NA)         |                    |
| U.S. Puteolana         | Pozzuoli (NA)        |                    |
| S.S. Sibilla           | Bacoli (NA)          |                    |
| F.C. Turris            | Torre del Greco (NA) |                    |
| Pol. U.N.A.E.M.        | Napoli               |                    |
| Pol. Viribus Unitis    | Somma Vesuviana (NA) |                    |

#### Classifica finale
|  | Pos. | Squadra              | Pt      | G  | V | N | P | GF | GS |
|  | ---- | -------------------- | ------- | -- | - | - | - | -- | -- |
|  | 1.   | Puteolana            | 50      | 28 |   |   |   |    |    |
|  | 2.   | Turris               | 48      | 28 |   |   |   |    |    |
|  | 3.   | Barrese              | 38      | 28 |   |   |   |    |    |
|  | 4.   | U.N.A.E.M.           | 35      | 28 |   |   |   |    |    |
|  | 5.   | Alba Pozzuoli        | 34      | 28 |   |   |   |    |    |
|  | 6.   | Aenaria              | 33      | 28 |   |   |   |    |    |
|  | 7.   | Ischia               | 29      | 28 |   |   |   |    |    |
|  | 8.   | Benevento F.C.       | 29      | 28 |   |   |   |    |    |
|  | 9.   | Juve Napoli          | 26      | 28 |   |   |   |    |    |
|  | 10.  | Viribus Unitis       | 24      | 28 |   |   |   |    |    |
|  | 11.  | Portici              | 22      | 28 |   |   |   |    |    |
|  | 12.  | Sibilla              | 19      | 28 |   |   |   |    |    |
|  | 13.  | Libertas Vomero      | 18      | 28 |   |   |   |    |    |
|  | 14.  | Baiano               | 6       | 28 |   |   |   |    |    |
|  | 15.  | Nola                 | 6       | 28 |   |   |   |    |    |
|  | --.  | Juve Audax Cervinara | esclusa | -- |   |   |   |    |    |

Legenda:
      Ammessa alle finali regionali.
      Retrocessa in Seconda Categoria Campania 1963-1964.
Regolamento:
Due punti a vittoria, uno a pareggio, zero a sconfitta.

### Girone C

#### Squadre partecipanti
| Squadra                | Città (provincia)                | Stagione 1961-1962 |
| ---------------------- | -------------------------------- | ------------------ |
| U.S. Angri             | Angri (SA)                       |                    |
| U.S. Battipagliese     | Battipaglia (SA)                 |                    |
| Pol. Cavese            | Cava de' Tirreni (SA)            |                    |
| A.C. Edil de Piano     | Solofra (AV)                     |                    |
| Pol. Gelbison          | Vallo della Lucania (SA)         |                    |
| U.S. Padula            | Padula (SA)                      |                    |
| U.S. Paganese          | Pagani (SA)                      |                    |
| A.S. Palmese           | Palma Campania (NA)              |                    |
| Dop. Postelegrafonici  | Salerno                          |                    |
| S.C. Pro Poggiomarino  | Poggiomarino (NA)                |                    |
| A.C. Sangennarese      | San Gennaro Vesuviano (NA)       |                    |
| Pol. Santa Maria       | Santa Maria di Castellabate (SA) |                    |
| U.S. Savoia            | Torre Annunziata (NA)            |                    |
| A.C. Sianese           | Siano (SA)                       |                    |
| A.S. Sorrento          | Sorrento (NA)                    |                    |
| S.S. Vis Sanseverinese | Mercato San Severino (SA)        |                    |

#### Classifica finale
|  | Pos. | Squadra               | Pt | G  | V  | N  | P  | GF | GS  |
|  | ---- | --------------------- | -- | -- | -- | -- | -- | -- | --- |
|  | 1.   | Battipagliese         | 46 | 30 | 20 | 6  | 4  | 79 | 22  |
|  | 2.   | Cavese                | 45 | 30 | 19 | 7  | 4  | 55 | 21  |
|  | 3.   | Sorrento              | 41 | 30 | 17 | 7  | 6  | 46 | 23  |
|  | 4.   | Savoia                | 39 | 30 | 15 | 9  | 6  | 56 | 28  |
|  | 5.   | Padula                | 37 | 30 | 15 | 7  | 8  | 57 | 35  |
|  | 6.   | Angri                 | 35 | 30 | 13 | 9  | 8  | 48 | 32  |
|  | 7.   | Vis Sanseverinese     | 33 | 30 | 14 | 5  | 11 | 52 | 30  |
|  | 8.   | Paganese              | 30 | 30 | 13 | 4  | 13 | 51 | 45  |
|  | 9.   | Palmese (-1)          | 29 | 30 | 10 | 10 | 10 | 39 | 30  |
|  | 10.  | Gelbison              | 29 | 30 | 10 | 9  | 11 | 38 | 42  |
|  | 11.  | Sianese (-1)          | 27 | 30 | 9  | 10 | 11 | 32 | 40  |
|  | 12.  | Edil de Piano         | 24 | 30 | 9  | 6  | 15 | 41 | 63  |
|  | 13.  | Sangennarese          | 22 | 30 | 7  | 8  | 15 | 23 | 54  |
|  | 14.  | Postelegrafonici      | 21 | 30 | 7  | 7  | 16 | 36 | 56  |
|  | 15.  | Santa Maria           | 14 | 30 | 4  | 6  | 20 | 27 | 73  |
|  | 16.  | Pro Poggiomarino (-2) | 4  | 30 | 1  | 4  | 25 | 22 | 101 |

Legenda:
      Ammessa alle finali regionali.
      Retrocessa in Seconda Categoria Campania 1963-1964.
Regolamento:
Due punti a vittoria, uno a pareggio, zero a sconfitta.

## Finali per il titolo
|               | Risultati |               | Luogo e data             |  |
| ------------- | --------- | ------------- | ------------------------ |  |
| Puteolana     | 0 - 0     | Battipagliese | Avellino, 16 giugno 1963 |  |
| Frattese      | 1 - 3     | Puteolana     | Avellino, 23 giugno 1963 |  |
| Battipagliese | 4 - 1     | Frattese      | Avellino, 30 giugno 1963 |  |

### Classifica finale
|  | Pos. | Squadra         | Pt | G | V | N | P | GF | GS |
|  | ---- | --------------- | -- | - | - | - | - | -- | -- |
|  | 1.   | Puteolana       | 3  | 2 | 1 | 1 | 0 | 3  | 1  |
|  | 1.   | Battipagliese   | 3  | 2 | 1 | 1 | 0 | 4  | 1  |
|  | 3.   | Virtus Frattese | 0  | 2 | 0 | 0 | 2 | 2  | 7  |

Legenda:

      Promosso.
Note:

Due punti a vittoria, uno a pareggio, zero a sconfitta.

### Spareggi per il 1.posto
|           | Risultati   |               | Luogo e data                           |  |
| --------- | ----------- | ------------- | -------------------------------------- |  |
| Puteolana | 1 - 1       | Battipagliese | Castellammare di Stabia, 7 luglio 1963 |  |
| Puteolana | 3 - 2 (dts) | Battipagliese | Scafati, 14 luglio 1963                |  |

## Verdetti finali
- La Puteolana accede in Serie D.